# Compas (navigation)
Pour les articles homonymes, voir Compas.
 (décembre 2024).
Si vous disposez d'ouvrages ou d'articles de référence ou si vous connaissez des sites web de qualité traitant du thème abordé ici, merci de compléter l'article en donnant les références utiles à sa vérifiabilité et en les liant à la section « Notes et références ».

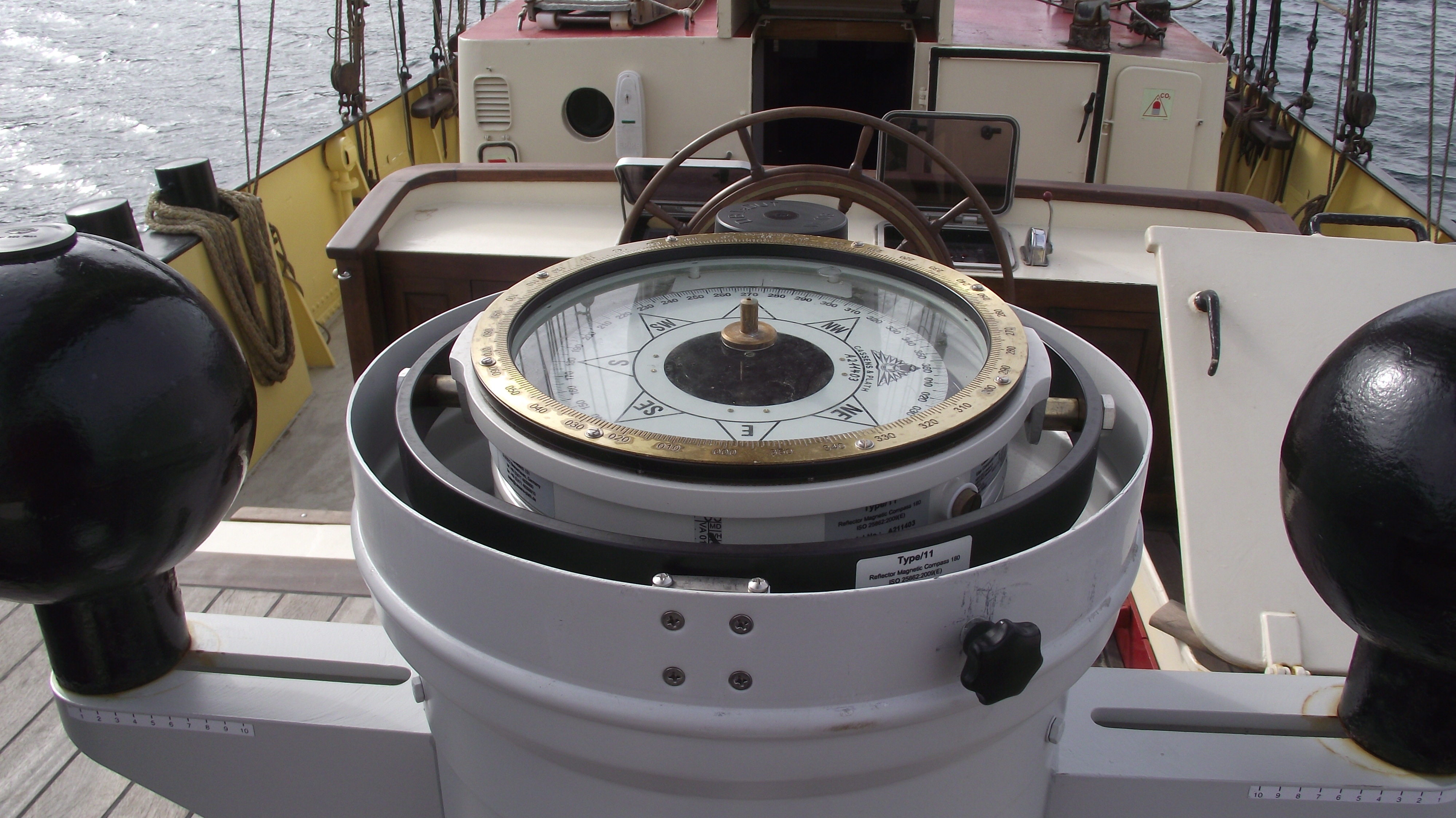
Un compas de marine.

Le compas est un instrument de navigation qui donne une référence de direction (le nord) sur le plan horizontal et permet ainsi la mesure d'angles horizontaux par rapport à cette direction. Le compas est gradué de 0° (nord) à 359° dans le sens des aiguilles d'une montre (sens rétrograde). Les boussoles utilisées par les armées utilisent aussi d'autres systèmes de graduation (voir grade, appelé aussi gon, millième).
Il existe différents types de compas :
- le compas magnétique, dont le principe de fonctionnement est, comme une boussole, l'orientation d'une aiguille aimantée dans le champ magnétique terrestre ;
- le compas gyroscopique, dont le principe est l'effet gyroscopique, l'orientation de l'axe de rotation d'une toupie (libre sur les 3 axes) dans le sens de celui de la Terre ;
- le compas électronique, qui détermine le champ magnétique à partir des propriétés électriques de certains matériaux soumis à un champ magnétique. Les quatre principales techniques utilisées dans les compas électroniques sont le fluxgate, l'effet Hall, la magnétorésistivité et la magnétoinduction ;
- le compas satellitaire, qui exploite la différence des signaux reçus par deux antennes pour calculer l'orientation du segment joignant ces deux antennes dans le système géodésique associé au système de positionnement par satellites utilisé.

## Notions de nord, déviation et déclinaison
On distingue :
- le nord compas (Nc), l'indication du nord par le compas ;
- le nord magnétique (Nm), indiqué sur les cartes, mais pas utilisé en navigation ;
- le nord géographique ou nord vrai (Nv), la référence sur la carte.

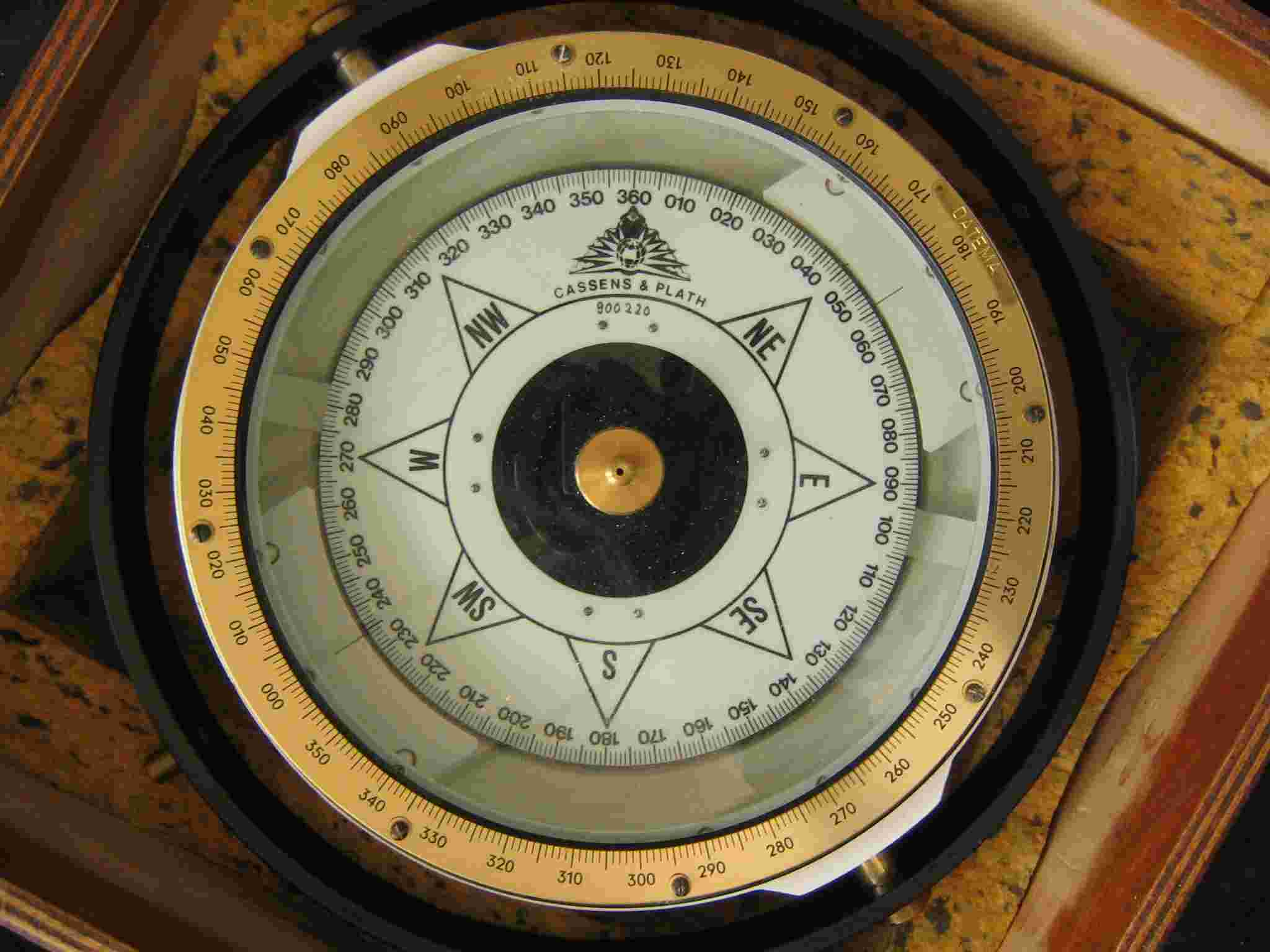
Compas Magnétique de secours.

La différence angulaire entre le nord du compas (Nc) et le nord magnétique (Nm) est la déviation (δ). Celle-ci est propre à chaque compas embarqué sur chaque navire et est fonction du cap compas (Cc). Elle peut par ailleurs être influencée par des modifications de l'environnement (masses métalliques à proximité du compas, matériels électroniques, etc.).
Nm=Nc+δ (algèbriquement)
de même Cm=Cc+δ (le cap magnétique est égal au cap compas + la déviation)
Par convention, δ est positive si elle est "est", négative si elle est "ouest".
La différence angulaire entre le nord vrai et le nord magnétique est la déclinaison (D). Cette déclinaison, inhérente à la Terre, est indépendante du compas.
La direction du nord magnétique est celle de la composante horizontale de l'inclinaison magnétique. En effet, le nord magnétique indique le pôle magnétique qui se déplace dans le temps plus ou moins autour du pôle géographique. Les cartes marines, quel que soit leur type de projection, indiquent toujours le nord géographique, ainsi que la déclinaison magnétique et sa variation annuelle. Les lignes d'égale déclinaison sont appelées lignes isogoniques.
Dans certaines zones, les compas magnétiques sont déviés par les masses géologiques environnantes. Ces variations locales sont également indiquées sur les cartes sous la dénomination anomalies magnétiques.
Nv=Nm+D (algèbriquement)
Cv=Cm+D (le cap vrai est égal au cap magnétique + la déclinaison)
Par convention: D est positive si elle est « est » et négative si elle est « ouest ».
on définit la variation : W=(δ+D)
Nc+(δ+D)=Nv
Cc+W=Cv (le cap vrai est égal au cap compas + la variation)
La variation est la correction à apporter au cap compas pour obtenir le cap vrai et pouvoir ainsi le reporter sur une carte. Elle comprend un élément local géographiquement (D) et une correction qui appartient au compas, au navire et qui de plus est fonction du Cap compas : (δ)

## Compas magnétique

### Description du compas magnétique marine
Schéma sommaire:

Quelques aiguilles aimantées (équipage magnétique) liées à une couronne mobile (rose) munie d'un flotteur ; le tout reposant, dans un mélange liquide composé d'eau et d'alcool, sur un pivot.
Le champ magnétique terrestre étant très faible, il a fallu obligatoirement diminuer au maximum les frottements de la rose sur le pivot (par l'ajout d'un flotteur entre autres). L'utilisation sur un navire a également demandé l'installation d'un système à cardan.
La cuvette du compas est fixée sur la couronne interne du cardan, donnant ainsi au compas plus de possibilité de garder l'horizontale à la mer.

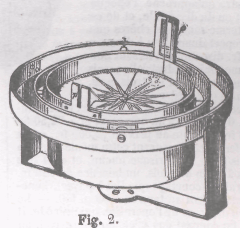
Compas et suspension.

- Le compas est placé dans un habitacle composé de bois et/ou de matériaux amagnétiques.

1- Cales de bois permettant de régler la hauteur du barreau de Flinders dans son tube, 2- Sphères de fer doux, 3- Aimants longitudinaux, 4- Aimants transversaux, 5- Tube de Flinders.

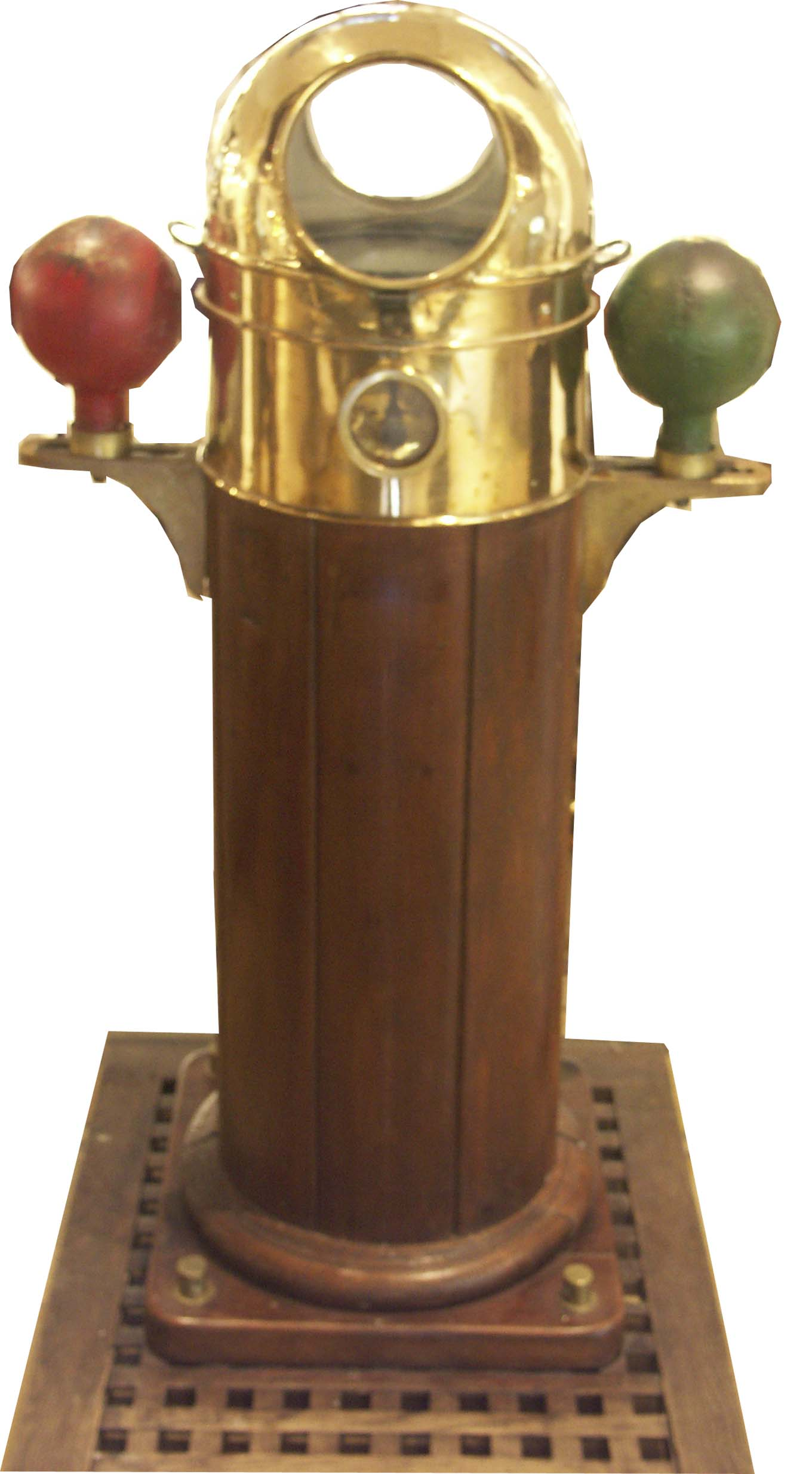
Habitacle de compas d'un navire de la marine marchande (début 19e s., Musée de Toulon)

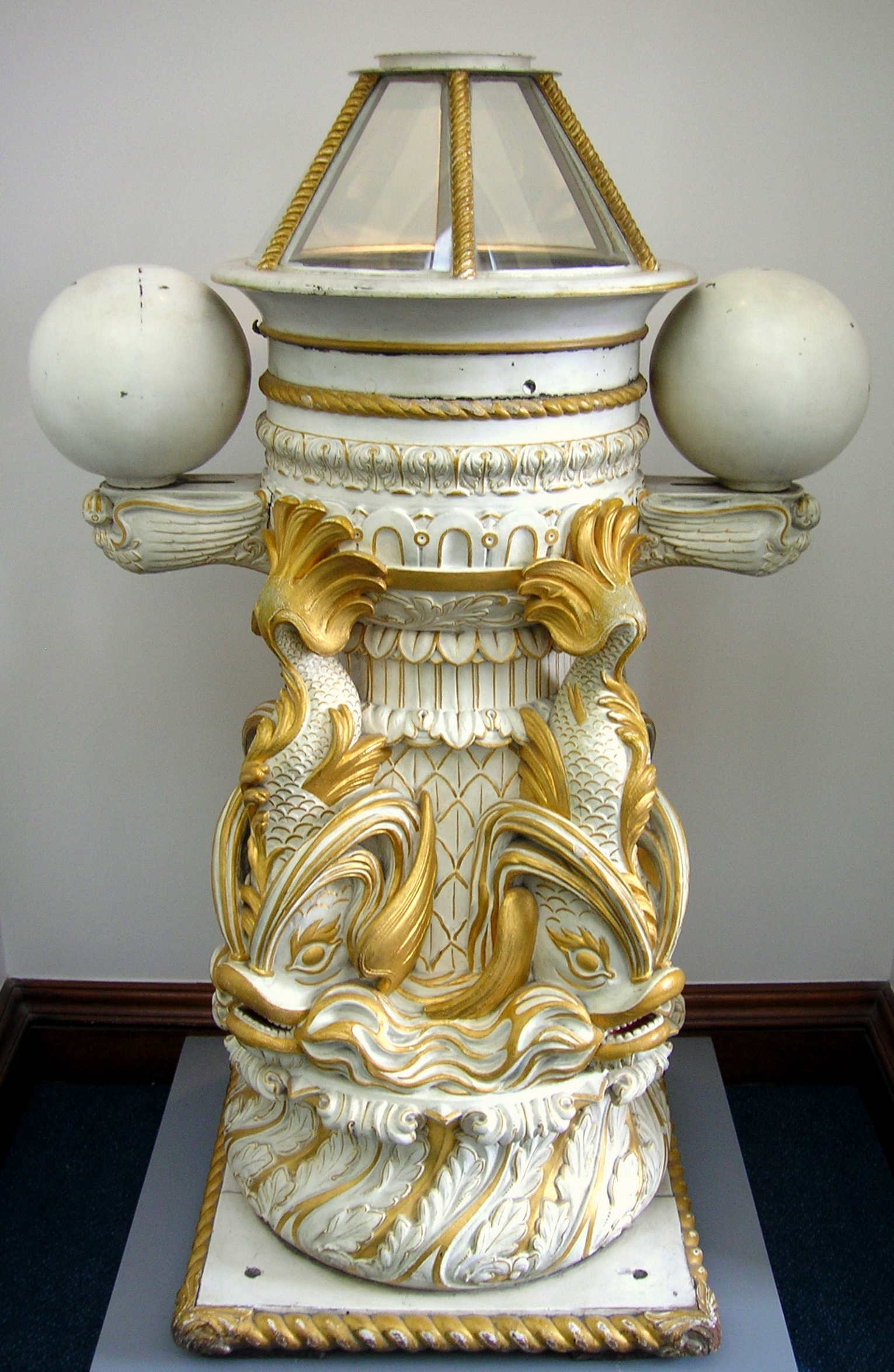
Habitacle du compas sur le yacht royal britannique Victoria and Albert III de 1899. National Maritime Museum, Londres.

Des fers doux (sphères de compensations et barreaux flinders), et des fers durs (aimants correctifs longitudinaux, latéraux et aimant de bande) servent à la compensation.
- Les fers doux compensent les champs magnétiques induits.
- Les fers durs compensent les champs magnétiques permanents.

L'habitacle, placé si possible dans l'axe central du navire, est toujours éloigné le plus possible d'éventuelles perturbations magnétiques (antennes satellitaires, radios). Il peut comporter un système de miroirs de renvoi optique de lecture du compas pour le barreur dans la passerelle de navigation, mais ce système est de plus en plus remplacé par un système de lecture à distance électronique (capteur placé sous la cuvette).
L'aimant de bande non représenté sur le schéma sert à la compensation pour une éventuelle gîte permanente (bande), ce dernier est ajustable verticalement par une chaînette.

### Évaluation des erreurs du compas

#### Généralités
Le compas magnétique subit l'influence de la composante horizontale du champ magnétique terrestre D (déclinaison magnétique) et aussi l'influence de champs magnétiques induits par le navire et ses équipements électriques et les équipements voisins, poste à quai, lignes haute tension, etc. La lecture du compas à quai n'est souvent pas représentative.
- L'opération consistant à minimiser la déviation s'appelle la compensation du compas, elle est faite régulièrement par un spécialiste. À la suite de la compensation la déviation ne devrait pas excéder 8° si le travail est correctement effectué.
- L'opération consistant à mesurer la déviation aux différents caps s'appelle la régulation, elle est faite par le personnel de bord ou par un technicien, la courbe qui en découle doit être retracée annuellement et contrôlée en permanence par des observations comparatives (observation d'azimuts d'astres, d'alignements terrestres, etc.).
- La valeur approchée de la déviation magnétique en fonction de Cc (cap compas) est donnée par la formule de Sir Archibald Smith (1813-1872), mathématicien britannique.

{\displaystyle \delta =A+B\sin Cc+C\cos Cc+D\sin 2Cc+E\cos 2Cc\,}
- Le navire en acier acquiert à sa construction un magnétisme induit, une partie deviendra permanente, mais en raison de ses voyages, il subira en permanence les effets de champs magnétiques, terrestres d'une part, mais également externes. Son magnétisme variera dans le temps et le lieu, on peut déjà dire que la compensation d'un compas est valable à un temps T dans un endroit donné, et qu'il faudra songer à la refaire périodiquement.

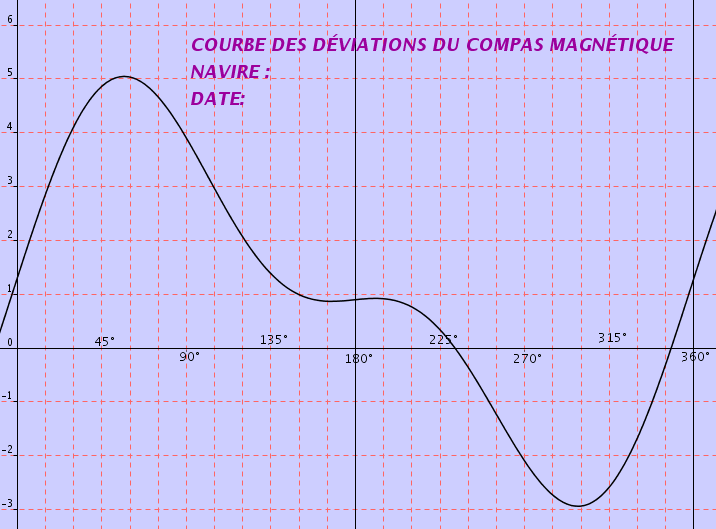
Courbe type des déviations du compas magnétique

#### Régulation
Opération consistant à mesurer les déviations aux différents caps cardinaux et inter cardinaux, et à en déduire la courbe des déviations.
S'effectue généralement sur rade ouverte en utilisant comme base un alignement. Peut s'effectuer aussi à la mer en se basant sur le cap gyroscopique, mais il faudra considérer la variation du compas gyroscopique.
1. Quelques contrôles et mesures de bon sens :
- Il ne doit pas y avoir de bulles d'air dans la cuvette.
- Le compas doit être bien aligné dans l'axe du navire.
- Les axes de cardan doivent être libres et lubrifiés.
- L'intervenant ne doit pas avoir sur lui de masse métallique ni de champ magnétique (appareil électronique, haut-parleur de radio, outil en fer, etc.)
- Lorsque le compas est dévié temporairement par un aimant, il doit reprendre son alignement origine selon des normes de temps minimales (ni trop long, ni trop court).
- Les fers doux ne doivent pas avoir de magnétisme rémanent (éviter la rouille sur les sphères).

2. Manœuvrer de manière à couper l'alignement en route aux différents caps compas cardinaux et inter-cardinaux, mesurer :
- le Zc de l'alignement
- Zv connu (carte)
- D connu (carte)
- Zm = Zv - D

#### Correction ou compensation
Un compas ou une boussole peut être corrigé (compensé) de trois manières. D'abord la ligne de lourdaud doit être ajustée de sorte qu'elle soit alignée dans l'axe longitudinal du navire. Ensuite, les effets des aimants permanents peuvent être corrigés par la position de petits aimants insérés dans le coffret de la boussole. L'influence des matériaux non ferromagnétiques peut être compensée par deux sphères de fer doux montées de chaque côté du cadre de la boussole. Le graphique de la déviation de boussole peut être compris en utilisant la série de Fourier. Le coefficient a0 représentant l'erreur dans la ligne de lourdaud, tandis qu'a1, b1 représente les effets ferromagnétiques et a2, b2 le composant non ferromagnétique.
Les boussoles à vanne de flux (électroniques) se calibrent automatiquement en fonction du champ magnétique ambiant et peuvent également tenir compte de la valeur locale de la déclinaison magnétique afin que la boussole indique le cap vrai.

### Équilibrage de l'aiguille d'une boussole
L'attraction terrestre variant en fonction de la latitude, les boussoles sont souvent équilibrées pendant leur fabrication. Ceci empêche l'aiguille de plonger trop fortement vers le bas (effet de l'inclinaison magnétique) et de rester bloquée par la friction sur le cadran. La plupart des fabricants rééquilibrent l'aiguille de leurs boussoles en fonction de l'une de cinq zones du monde. La zone 1 couvre la majeure partie de l'hémisphère nord, la zone 5 couvrant l'Australie et les océans de l'hémisphère sud.

### Avantages et inconvénients du compas magnétique

#### Avantages
- Son fonctionnement naturel ne nécessite aucune source d'énergie donc ne peut tomber en panne.
- Le compas magnétique est un instrument bon marché (bien que certains modèles puissent être chers).

#### Inconvénients
- Le compas magnétique est soumis à des erreurs de grandes envergures dues : au champ magnétique terrestre (la déclinaison), au champ magnétique propre au navire variant selon son cap (la déviation).
- La compensation du compas magnétique est laborieuse.
- Il faut toujours corriger les indications de l'instrument afin d'obtenir les indications vraies, c'est-à-dire appliquer la déclinaison et la déviation, car ce compas indique le nord compas et non le nord vrai (géographique).

## Compas gyroscopique

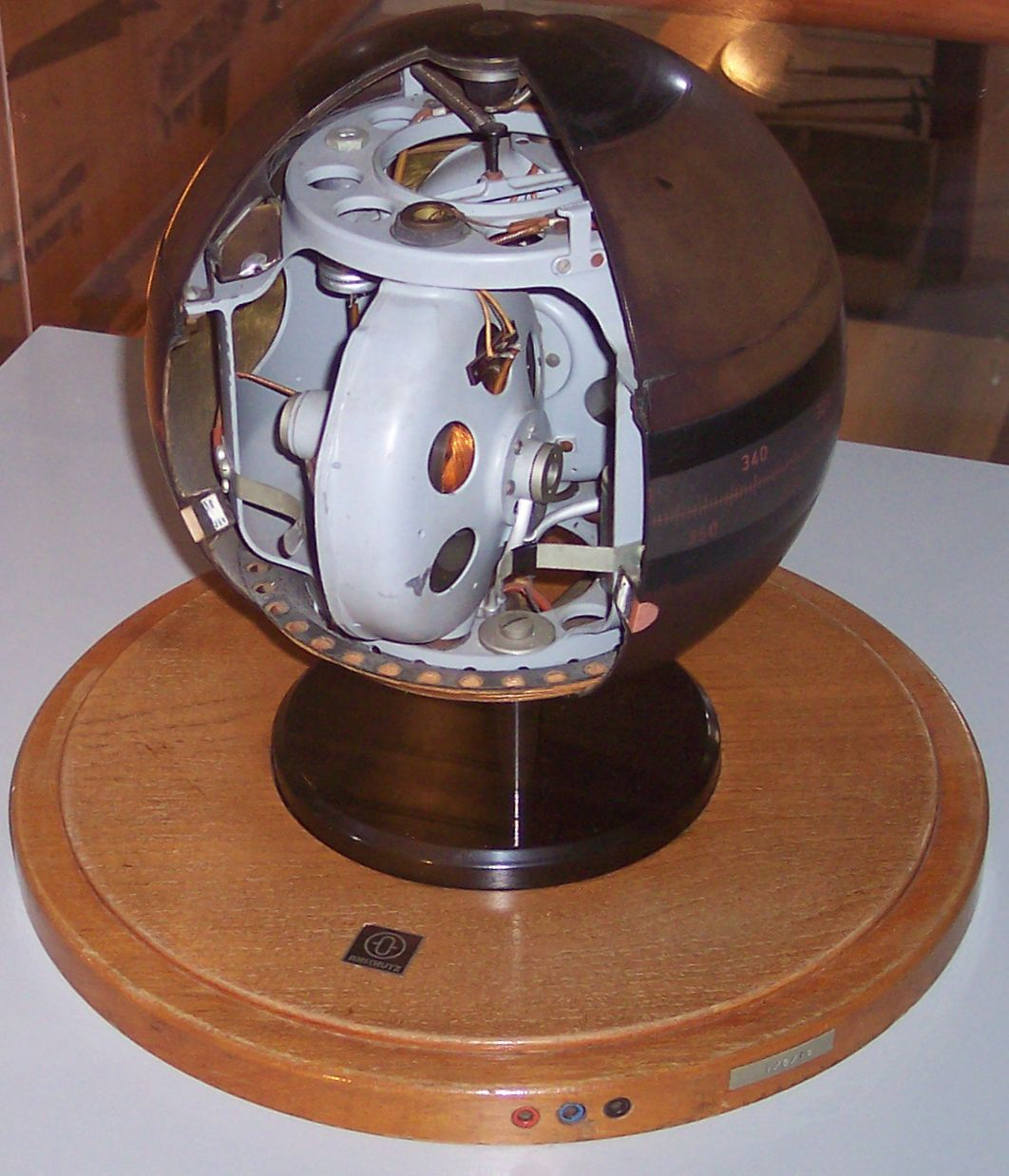
Sphère de compas gyroscopique

L'utilisation de compas gyroscopiques permet de s'affranchir de ces difficultés dues au magnétisme terrestre. La différence angulaire entre le nord vrai et le nord compas est appelée variation gyro (Wg). Cette variation est généralement faible (0,5° à 1°). Mais les compas gyroscopiques peuvent ne pas être parfaitement réglés, ou se dérégler. La variation gyro se mesure (ou se vérifie) régulièrement par le relèvement d'astre dont l'élévation sur l'horizon de l'observateur ne doit pas être trop grande pour garantir la précision de la mesure et en appliquant le calcul d'amplitude, et en navigation côtière en relevant des alignements connus. (voir aussi :gyroscope).

### Avantages et inconvénients du compas gyroscopique.
- Avantages :
  - La force directrice est grande (peu sujet aux mouvements du navire) ;
  - L'erreur est faible (+/-1°) et constante ;
  - La rose du compas a un mouvement calme ;
  - Le compas maître peut être placé à un endroit quelconque ;
  - On peut l'interfacer à d'autres instruments électroniques (répétiteurs, pilote automatique, etc.).
- Inconvénients :
  - Il dépend d'une source électrique ;
  - Il a besoin d'un entretien régulier (annuel) ;
  - Il doit rester à une certaine distance des autres instruments électroniques[réf. nécessaire] ;
  - Il n'est utilisable que jusqu'à des latitudes de 70° ;
  - Temps de stabilisation de quelques heures après mise en service.

### Gyrocompas à fibre optique
L’utilisation d’un gyromètre à fibre optique 3 axes en étant immobile fournit la rotation de la Terre, et des accéléromètres trouvent la gravité. Ces deux informations combinées permettent de trouver le nord.

## Compas satellitaire
Le compas satellitaire est un indicateur de cap électronique. Il est interfaçable aux différents autres systèmes électroniques du bord tels que l'ARPA, AIS, ECDIS ainsi que le pilote automatique, c'est un appareil de transmission de cap.
- Le système théorique se compose de deux antennes à bord du navire (une à l'avant et une à l'arrière) dans l'axe longitudinal du navire, un récepteur GPS pour chaque antenne ainsi qu'un calculateur interprétant les informations des deux récepteurs. Chaque récepteur calcule indépendamment la distance et le relèvement de son antenne par rapport au satellite. Le calculateur analyse enfin la différence de phase entre les deux signaux reçus par chaque antenne pour donner la direction du vecteur entre les deux antennes : le cap vrai (Cv).

Les systèmes proposés par les constructeurs sont fréquemment munis d'une troisième antenne, les trois antennes sont regroupées dans un tripode ou radôme. La troisième antenne a pour effet de compenser l'influence des mouvements du navire (tangage et roulis) sur le calcul du cap vrai.
- En pratique, le radôme est de faibles dimensions, tripode ou circulaire pour un diamètre d'encombrement allant de 50 cm à 90 cm, il renferme les deux antennes de positionnement par satellite. Ce radôme est placé aussi près que possible de l'axe longitudinal du navire ou sur une parallèle à ce dernier.

Le compas satellitaire a l'avantage de ne pas être influencé par la vitesse du navire, ni par la latitude (erreurs du gyrocompas) ni par le magnétisme terrestre. Il ne demande aucun entretien particulier (aucune pièce en mouvement contrairement à l'électromécanique du gyrocompas et aucune compensation n'est nécessaire comme dans le cas du compas magnétique) et est opérationnel dans les minutes suivant sa mise en service. Il reste cependant dépendant de la couverture du système de positionnement par satellite, l'erreur n'est pas constante mais variable, et comme tout appareil électronique, il présente le risque de ne plus fonctionner en cas d'avarie électrique à bord.
Le compas satellitaire est réglementé par l'OMI comme un système de secours au gyrocompas. Il est obligatoire à bord de tous les navires de jauge brute supérieure à 300, mais les navires de jauge brute inférieure à 500 non équipés de gyrocompas peuvent en être équipés en tant qu'indicateur de cap primaire.
Le compas satellitaire est un THD (Transmitting Heading Device, indicateur de cap vrai) ce qui signifie que le cap indiqué a au maximum 0,2° d'erreur, il possède une alarme de dysfonctionnement, le cap est au minimum correct entre en 70° nord et sud de latitude.

## Usages

### Généralités
En navigation aérienne ou maritime, le compas a deux usages principaux :
- Le compas de route permet au pilote (aviation), au timonier (marine marchande ou de guerre), ou au barreur (plaisance) de tenir un cap (cap compas), défini par le navigateur.
- Le compas de relèvement permet d'effectuer un relèvement, c'est-à-dire en visant un objet (un autre mobile, un astre ou un amer) de mesurer l'angle entre sa direction et le nord (direction appelée azimut).

Cette dernière mesure permet :
- de faire le point soit, en vue de côte, par visées successives de trois amers soit, en visant un astre, concourir au calcul d'un point astronomique ;
- d'assurer sa sécurité en surveillant les autres mobiles, un mobile en relèvement constant étant en route de collision ;
- sur un navire de guerre, ou un aéronef de combat, de désigner un objectif à un système d'arme ;
- de vérifier la variation de son compas en visant un alignement connu ou un astre au lever ou au coucher.

### Aéronautique

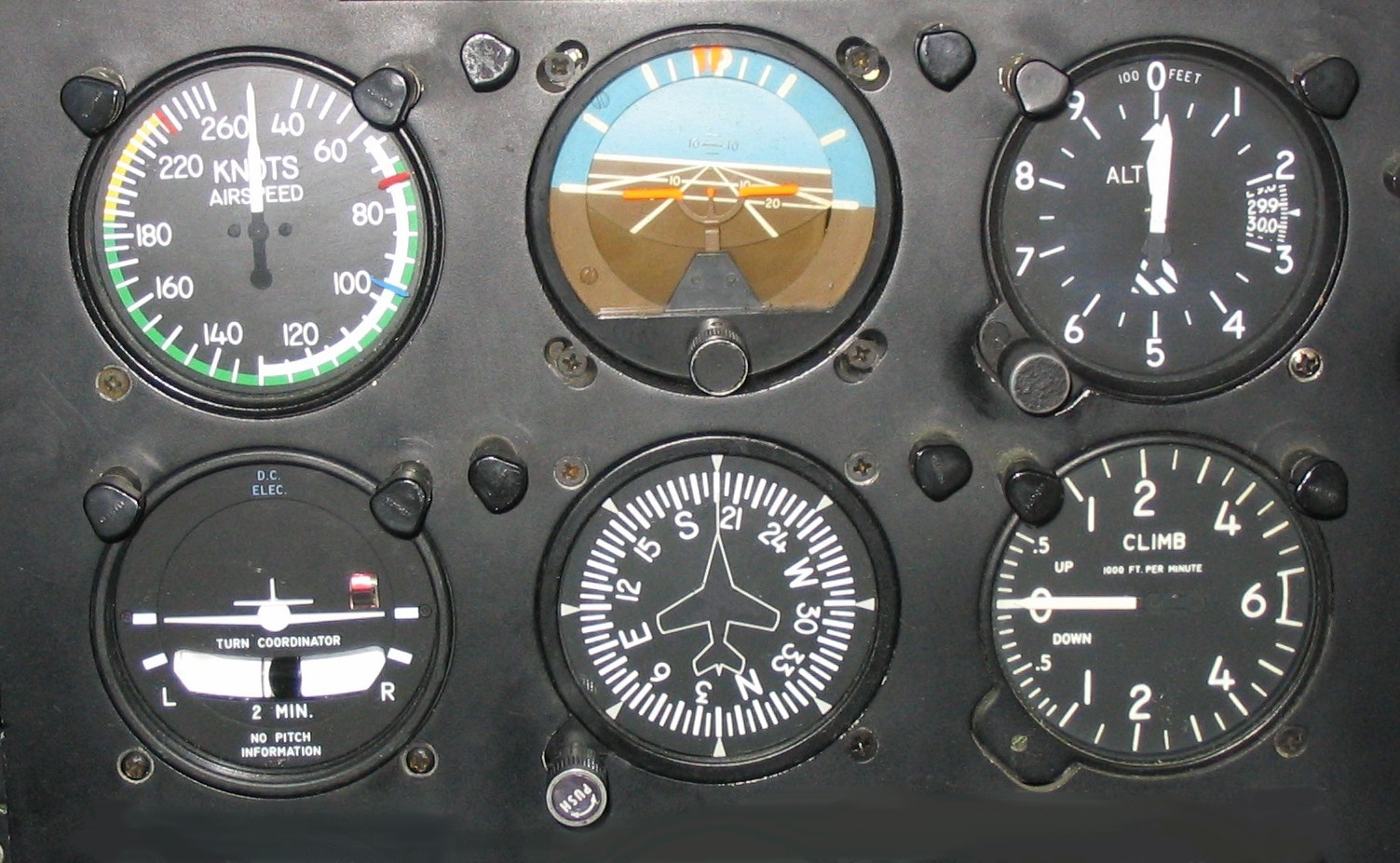
Instruments de vol : Compas de navigation

Il existe pour les aéronefs plusieurs types de compas : 
- un compas électro-mécanique (en bas au centre parmi les instruments de bord)
- un compas de secours de type conventionnel (sphère tournant librement dans un liquide) ou électromécanique (ruban gradué défilant dans une fenêtre laissant apparaître un segment du cercle)
- des informations de direction diverses présentées sur écran dans les cockpits modernes (voir planche de bord tout écran).

La navigation des aéronefs (avions et hélicoptères) s'effectue pour plus de précision en fonction de signaux radioélectriques émis par des balises au sol. Les angles entre ces balises et l'aéronef sont indiqués au pilote à l'aide d'un instrument appelé radiocompas muni de plusieurs aiguilles pour chacune des balises.